# Comuna Negoslavci, Vukovar-Srijem
Negoslavci (sârbă Негославци) este o comună în cantonul Vukovar-Srijem, Croația, având o populație de 1.463 de locuitori (2011).

## Demografie
Componența etnică a comunei Negoslavci
     Sârbi (96,86%)
     Croați (1,78%)
     Necunoscut (0,21%)
     Neclasificat (1,03%)
Componența confesională a comunei Negoslavci
     Ortodocși (97,61%)
     Catolici (1,91%)
     Necunoscută (0,14%)
     Alte religii (0,34%)
Conform recensământului din 2011, comuna Negoslavci avea 1.463 de locuitori. Din punct de vedere etnic, majoritatea locuitorilor (96,86%) erau sârbi, cu o minoritate de croați (1,78%). Apartenența etnică nu este cunoscută în cazul a 0,21% din locuitori. Din punct de vedere confesional, majoritatea locuitorilor (97,61%) erau ortodocși, cu o minoritate de catolici (1,91%). Pentru 0,14% din locuitori nu este cunoscută apartenența confesională.